# 蘇爾漢河
蘇爾漢河（羅馬化：Surkhandarya）是中亞的河流，屬於阿姆河的右支流，流經塔吉克斯坦國家直轄區和烏茲別克斯坦蘇爾漢河州，河道全長175公里，流域面積13,500平方公里。